# Roque del Este
Roque del Este est une île secondaire des îles Canaries, faisant partie de l'archipel de Chinijo et rattachée à la commune de Teguise (Lanzarote). Elle se trouve à 12 km au nord-est de Lanzarote.

## Géographie
Il s'agit d'un volcan très étroit de 570 m de long et d'une hauteur de 84 m. L'îlot n'est pas habité et forme avec le reste de l'archipel la réserve marine de La Graciosa et des îlots du nord de Lanzarote.

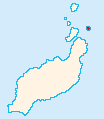
Carte de localisation de Roque del Este par rapport à Lanzarote.